# ジャパン・アズ・ナンバーワン
『ジャパン・アズ・ナンバーワン』（原題：Japan as Number One: Lessons for America）は、社会学者エズラ・ヴォーゲルによる1979年の著書。

## 概要
戦後の日本経済の高度経済成長の要因を分析し、日本的経営を高く評価している。日本語版は、広中和歌子・木本彰子の訳により『ジャパン アズ ナンバーワン ―アメリカへの教訓―』として、TBSブリタニカから英語版より1ヶ月遅れで出版された。日本人が日本特有の経済・社会制度を再評価するきっかけのひとつとなり、70万部を超えるベストセラーとなるなど、一世を風靡した。現在でも、日本経済の黄金期（1980年代の安定成長期、日本製品ブーム、ハイテク景気〜バブル景気）を象徴的に表す語としてしばしば用いられる。
この著作の主要なテーマは、単に日本人の特性を美化するにとどまらず、何を学ぶべきで、何を学ぶべきでないかを明瞭に示唆した点である。実際最後の章はアメリカへのレッスンと書かれている。
具体的には、まず日本の高い経済成長の基盤になったのは、日本人の学習への意欲と読書習慣であるとしている。ヴォーゲルによれば、この当時の日本人の数学力はイスラエルに次ぎ2位で、情報については7位だが、他の科学分野についても2位から3位であるという。ヴォーゲルは日本人の1日の読書時間の合計がアメリカ人の2倍に当たることや、新聞の発行部数の多さなどにより日本人の学習への意欲と読書習慣を例証している。
また、ヴォーゲルは、この本が出た当時、日本人は他の国の人たちより英語力は明らかに劣っているが今はまだそれは大きな問題ではない、優秀な通商産業省や大蔵省主導の経済への強烈な関与がまた日本の競争力を高めていると語っている。
CCCメディアハウス調べによると、日本での累計発行部数は70万部を超える。1984年出版の、同著者による『ジャパン アズ ナンバーワン再考』は日本で13万部を発行。
21世紀に入ってから、ヴォーゲルが中国研究者ということもあり、高度経済成長からバブル経済に差し掛かってるともされる中国でも注目され、翻訳され発売もされている（題名は『日本第一』）。

## 書誌情報
- 英語版初刊
  - Ezra F. Vogel 著『Japan as Number One: Lessons for America』 ハーバード大学出版局、1979年5月22日、ISBN 0674472152
- 日本語版初刊
  - エズラ F. ヴォーゲル 著『ジャパン アズ ナンバーワン ―アメリカへの教訓―』（広中和歌子、木本彰子 訳） TBSブリタニカ、1979年、ISBN 4484000490
  - 『ジャパンアズナンバーワン ―アメリカへの教訓―』 - 国立国会図書館
- 新版
  - 『ジャパンアズナンバーワン新版』2004年、ISBN 4484041227